# Zdeněk Danner
Zdeněk Danner (13. června 1888 Nepomuk – 13. července 1936 Poděbrady) byl český finančník, ředitel Vršovické záložny a komerční rada, propagátor sportů, dlouholetý předseda vršovického sportovního klubu AFK Vršovice, později AFK Bohemians, ze kterého později vznikl fotbalový klub Bohemians 1905. Výrazně se podílel na výstavbě stadionu klubu, tzv, Ďolíčku, který v době svého otevření nesl název Dannerův stadion.

## Život

### Mládí

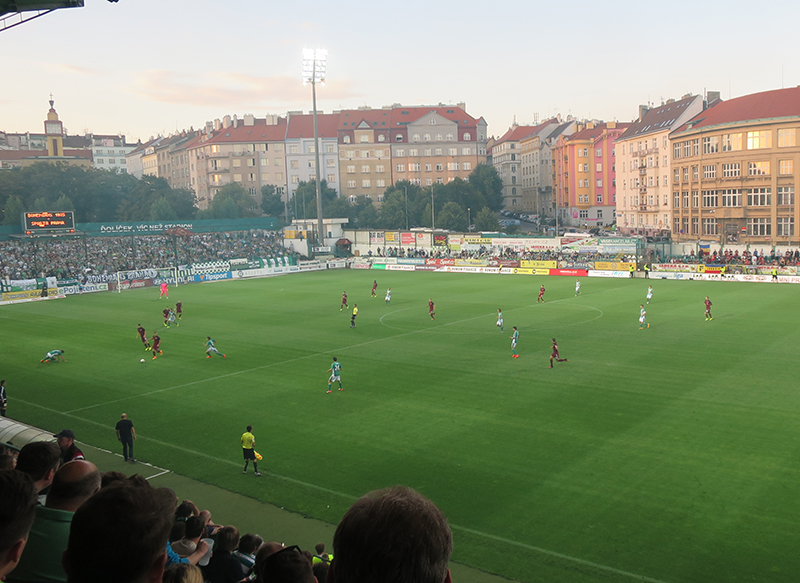
Stadion FK Bohemians, dříve Dannerův stadion, vystavěný roku 1932

Narodil se v Nepomuku v západních Čechách do rodiny majitelů místního pivovaru. Jeho mladší bratr Roman se později stal hospodářským správcem panství Petrovice (dnes Praha-Petrovice). Zdeněk odešel studovat do Prahy, kde získal finančnické a obchodní vzdělání. Posléze se stal ředitelem záložny ve Vršovicích, sídlící v honosné budově od architekta Osvalda Polívky na Vršovickém náměstí.

### AFK Bohemians
Již v mládí se stal členem vršovického sportovního klubu Bohemians založeného roku 1905. Následně se stal předsedou klubu, tuto funkci vykonával s přestávkami v letech 1922 až 1924, 1926 až 1927 a 1928 až 1935. V roce 1927 přišla nabídka na hostování československého fotbalového klubu z Austrálie. Funkcionáři Slavie a Viktorie Žižkov nevěřili v uskutečnění, a vzdali se zájezdu ve prospěch AFK Vršovice. Dne 6. dubna 1927 odjíždí výprava za hojné účasti veřejnosti pod názvem Bohemians na později proslulý zájezd do Austrálie, po kterém zbylo vršovickým nové jméno (AFK Bohemians) a klokan ve znaku. Před odjezdem vršovičtí fotbalisté také hledali vhodný název, AFK Vršovice by byl pro obyvatele Austrálie nevyslovitelný. Nakonec byl zvolen název Bohemians - Češi, který připomínal zemi, odkud zelenobílí hráči pocházejí.

### Dannerův stadion
Po jejich úspěšném angažmá, mimo jiné propagujícím ve vzdálené zemi samotnou existenci Československa, se Denner, opět ve funkci předsedy klubu, významně zasadil a výrazně sám financoval projekt nového klubového stadionu ve Vršovicích. Do stadionu investoval tehdy závratnou sumu ve výši 10 000 000,- prvorepublikových korun československých. Byl získán prostorný plac u potoka Botiče nedaleko vršovického nádraží. Stadion byl vystavěn v letech 1931 až 1932 podle návrhu vršovického architekta Al. Vojvody. Slavnostní otevření Dannerova stadionu proběhlo za účasti mj. starosty Vršovic Ullricha či předsedy fotbalové asociace prof. Pelikána dne 27. března 1932 s návštěvou 18 000 diváků, následně byl sehrán slavnostní dvojzápas Bohemians–Slavia a Viktoria Žižkov–Teplitzer FK. Po ochodu Dannera z funkce předsedy jej nahradil František Bureš.
Roku 1929 se stal zakládajícím členem v ČSR zakládaného Řádu Božího hrobu, v němž dosáhl titulu rytíře. Nechal si zrekonstruovat zámek v Petrovicích, kde pobýval.

### Úmrtí

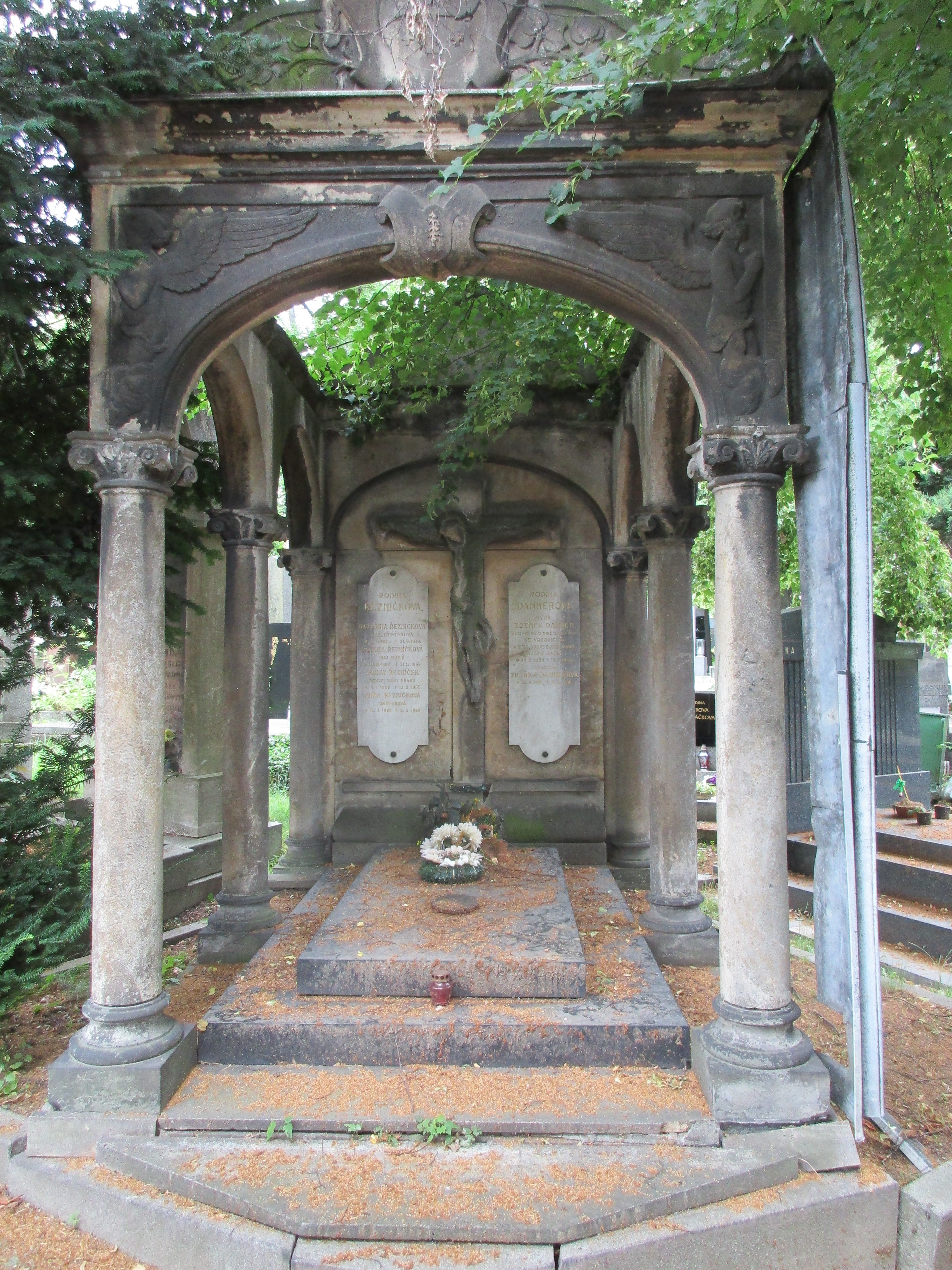
Hrobka rodiny Václava Řezníčka a Zdeňka Dennera na Vršovickém hřbitově

Zdeněk Danner zemřel 13. července 1936 v Poděbradech ve věku 48 let. Byl pohřben v rodinné hrobce na Vršovickém hřbitově, jedné z největších na hřbitově. Hrobku Dannerovi sdílí s rodinou dalšího ředitele záložny, Václava Řezníčka.
Název stadionu byl posléze změněn, ale řada místních jej hovorově nadále nazývala Dannerák. Roku 2015 byl na jeho počest ve Vršovicích pojmenován park nedaleko stadionu, Dannerův park.

## Vyznamenání
- rytíř Řádu svatého Řehoře Velikého
- velkodůstojník Rytířského řádu Božího hrobu jeruzalémského
- rytíř Řádu svatého Sávy[7]